# Arnaud-Guilhem de Béarn
Arnaud-Guilhem de Béarn, né vers 1330 et mort vers 1391, est un seigneur béarnais. Il est l'un des enfants illégitimes de Gaston II de Foix-Béarn. Demi-frère de Gaston III de Foix-Béarn, dit Fébus ou Gaston Fébus, Arnaud-Guilhem est considéré comme le plus proche collaborateur de Fébus.

## Biographie
Arnaud-Guilhem nait de la relation entre le comte de Foix et seigneur de Béarn, Gaston II, et de sa maîtresse Marie Sans de Roncevaux. Il nait vers 1330, peu avant son demi-frère Gaston III.
En 1353, Arnaud-Guilhem apparaît comme le lieutenant-général de Fébus. Celui-ci lui laisse des pouvoirs très étendus lors de ses déplacements en dehors du Béarn. Arnaud-Guilhem réside alors au château de Moncade à Orthez. Il doit gérer une révolte des bourgeois orthéziens en octobre de cette année là.
En 1362, Fébus charge Arnaud-Guilhem de répudier sa femme Agnès de Navarre , juste après avoir accouchée du prince héritier.
Tout au long du règne de son demi-frère, Arnaud-Guilhem contribue à l'administration du Béarn, fait office de lieutenant général, de chef d'armée, de directeur des fortifications. Il épouse l'héritière de la seigneurie de Morlanne, favorisant l'intérêt de Fébus. Le château de Morlanne est bâti pour compléter le système de défense fébusien. Arnaud-Guilhem meurt peu de temps avant Fébus, probablement vers 1390.